# Makigumo (Schiff, 1942)
Die Makigumo (jap. 巻雲, dt. „Zirruswolken“) war ein Zerstörer der Yūgumo-Klasse der Kaiserlich Japanischen Marine, der im Zweiten Weltkrieg zum Einsatz kam.

## Geschichte

### Bau
Der Bauauftrag für die spätere Makigumo wurde im Rahmen des 4. Kreis-Bauprogramms („Maru 4 Keikaku“) von 1939 an die Fujinagata Schiffswerft in Osaka vergeben. Diese legte den Rumpf am 23. Dezember 1940 auf Kiel und das zu Wasser lassen erfolgte am 5. November 1941. Die Indienststellung fand am 14. März 1942 unter dem Kommando von Kaigun-chūsa (Fregattenkapitän) Fujita Isamu statt. Wie auch die Unterstellung unter die 10. Zerstörer-Division. Diese Division wurde am 10. April 1941 dem 10. Zerstörer-Geschwader (1. Flotte) zugewiesen.

### Zweiter Weltkrieg
Während der Schlacht um Midway vom 4. bis 6. Juni war die Makigumo Teil des Kampfverbandes unter Admiral Nagumo als Geleitschiff des Flugzeugträgers Hiryū. Als die Hiryū nach dem erfolgreichen Angriff US-amerikanischer Trägerflugzeuge am Abend des 4. Juni brennend und schwer beschädigt aufgegeben werden musste, übernahm die die Makigumo zusammen mit ihrem Schwesterschiff Kazagumo die Überlebenden der Besatzung. Die Makigumo ließ anschließend um 2:10 Uhr am Morgen des 5. Juni einen Torpedo auf die Hiryū los, um den Träger zu versenken. Das Schiff ging jedoch nicht sofort unter und wurde von einem Aufklärungsflugzeug des Trägers Hōshō noch am Morgen gesichtet.
Ebenfalls im Laufe des 4. Juni gelang es der Besatzung der Makigumo, die Crew eines abgeschossenen amerikanischen Douglas-SBD-Dauntless-Bombers der Enterprise aus dem Wasser zu retten. In der Folge der für die Japaner verlorenen Schlacht und dem Verlust von vier Flugzeugträgern wurde die Dauntless-Besatzung nach Verhören mit Gewichten an den Füßen von Bord der Makigumo in den Pazifik geworfen und somit ermordet.
Vom 24. Juni bis 7. Juli führte das Schiff als Teil der Desron 10 Geleitdienste von Ominato zu den Aleuten durch. Danach wurde Desron 10 der dritten Flotte zugewiesen und verlegte ab dem 16. August von Kure nach Truk. Während der Schlacht bei den Ost-Salomonen am 24. August war Makigumo Teil der Angriffsgruppe von Admiral Nagumo, war aber nicht an den Kampfhandlungen beteiligt. Danach führte sie Patrouillendienste von den Truk-Inseln aus durch und reiste am 29. September zu den Shortland-Inseln. Von dort wurde das Schiff ab dem 3. Oktober im Rahmen des sog. „Tokyo Express“ als Sicherungsschiff für nächtliche Hochgeschwindigkeitstransporte von Truppen und Nachschub vom südlichen Bougainville und den Shortland-Inseln zum Kap Esperance auf Guadalcanal eingesetzt. Am 26. Oktober nahm der Zerstörer als Geleitschiff für die Angriffsgruppe unter Admiral Abe an der Schlacht bei den Santa-Cruz-Inseln teil. Nach der Schlacht am 27. Oktober 1942 gegen 01:35 Uhr versenkten die Makigumo und die Akigumo den schwer beschädigten US Flugzeugträger Hornet mit vier Long-Lance-Torpedos.
Anfang November eskortierte die Makigumo die Kreuzer Suzuya und Maya von Truk nach Shortland. Am 10. November 1942 nahm das Schiff die Transporttätigkeit im Rahmen des Tokyo Express nach Guadalcanal wieder auf.

### Seeschlacht von Guadalcanal
Am 13. und 14. November 1942 nahm der Zerstörer als Geleitschiff für Admiral Nishimuras Kampfverband an der Seeschlacht von Guadalcanal teil. Der Verband hatte den Auftrag das Henderson Airfield zu beschießen, kam aber letztendlich nicht zum Einsatz.  Später am 14. November 1942 unterstützte das Schiff zusammen mit dem Zerstörer Kazagumo die Bergung Überlebender von der Kinugasa. Am 16. und 17. November 1942 eskortierte die Makigumo den Kreuzer Chokai von Shortland nach Rabaul.
Am 22. November 1942 geleitete die Makigumo einen Truppentransport für die Schlacht um Buna-Gona-Sanananda von Rabaul nach Buna und kehrte dann nach Rabaul zurück. Am 28. und 29. November 1942 verließ das Schiff mit drei weiteren Zerstörern, darunter der Shiratsuyu, Rabaul für ein weiteres Geleit nach Buna. Auf dem Weg durch die Vitiaz-Straße wurde der Geleitzug von einer B-17 Flying Fortress entdeckt und anschließend von B-24 Liberators der 90. Bomb Group, 319. Bomb Squadron, angegriffen. Während des Bombenangriffs geriet die Makigumo durch einen Nahtreffer in Brand, was zum Abbruch der Geleitoperation führte. Die Shiratsuyu wurde ebenfalls beschädigt.
Am 16. und 21. Dezember 1942 eskortierte das Schiff die Kiyozumi Maru von Rabaul nach Wewak und kehrte dann nach Rabaul zurück, um von dort für Reparaturarbeiten über die Truk-Inseln nach Japan zurückzukehren, das am 29. Dezember erreicht wurde. Nach Abschluss der Arbeiten verlegte die Makigumo bis zum 27. Januar 1943 über Truk und Rabaul zurück nach Shortland.

### Evakuierung aus Guadalcanal und Verlust des Schiffes
Am 1. Februar 1943 nahm der Zerstörer an der „Operation KE“, der Evakuierung der japanischen Truppen vom Kap Esperance auf Guadalcanal, teil. In der Nacht vom 1. auf den 2. Februar wurde das Schiff dabei zwischen Kap Esperance und Savo Island von PT-124 entdeckt. Das Schnellboot ließ aus ca. 1000 Meter Entfernung drei Torpedo auf die Makigumo los. Beim Ausweichmanöver lief der Zerstörer in ein neu angelegtes Seeminenfeld und erhielt einen Minentreffer, wodurch das Schiff zu sinken begann. Bei der Explosion wurden drei Menschen getötet, zwei vermisst und sieben verletzt.
Versuche, den beschädigten Zerstörer abzuschleppen, schlugen fehl und so versenkte die zur Hilfe gerufene Yūgumo, das Schwesterschiff der Makigumo, nachdem sie die 237 Überlebenden gerettet hatte, den Zerstörer durch Torpedo im „Ironbottom Sound“, ungefähr drei Meilen südsüdwestlich von Savo Island bei 9° 15′ S, 159° 47′ O.
Am 1. März 1943 erfolgte die Streichung des Schiffes aus dem Marineregister.